# Cristinápolis (kommun)
Cristinápolis är en kommun i Brasilien.   Den ligger i delstaten Sergipe, i den östra delen av landet, 1 200 km öster om huvudstaden Brasília. Antalet invånare är 16 519.
Följande samhällen finns i Cristinápolis:
- Cristinápolis

Omgivningarna runt Cristinápolis är huvudsakligen savann. Runt Cristinápolis är det glesbefolkat, med 14 invånare per kvadratkilometer.